# Nikeforos I.
Nikeforos I. (kolem 765 Seleukie Pisidská – 26. července 811 u Plisky) byl byzantský císař vládnoucí v letech 802–811.
Za vlády císařovny Ireny byl jejím hlavním finančním správcem, logothetem. Císařem byl prohlášen 31. října 802 skupinou dvorských spiklenců po převratu, který za podpory vojska Irenu svrhl. Ještě téhož dne byl korunován císařem. Přestože Ireně slíbil, že ji nechá dožít v jejím konstantinopolském paláci, poslal ji vzápětí do vyhnanství do kláštera na ostrově Prinkipo (v Marmarském moři) a poté až na ostrov Lesbos. Irenini úředníci se rychle přimkli k novému vládci. Během své vlády upevnil císař Nikeforos I. finanční systém říše, ale až na výpravu proti Peloponnésu vedl neúspěšné války. Zřejmě neuspokojil všechny naděje spiklenců.

## Vztah k západnímu císařství
Po Nikeforově nástupu na trůn navrhl Karel Veliký, který byl roku 800 korunován na císaře, vzájemné uznání a legalizaci dvou císařství. Nikeforos však na jeho návrh nepřistoupil a mezi Byzancí a Franky začal narůstat konflikt. Šlo v něm o Benátky, jedinou oblast, kde spolu východní a západní římská říše v dané době sousedily. Roku 806 připadla benátská oblast včetně Dalmácie západní říši a v roce 809 zahájil italský král Pipin, jeden z Karlových synů, ozbrojený boj. K dispozici měl pouze nedostatečné loďstvo, a tak ho Byzantinci donutili stáhnout se z laguny. Poté proklamoval Karel Veliký svoji ochotu uzavřít s Byzancí mír. Také Nikeforos byl již svolný k dohodě, neboť jeho říši ohrožoval od roku 808 bulharský chán Krum. Uzavřít ji však již nestačil.

## Vítězství u Patrasu
V době Nikeforovy vlády byla Byzanc zle tísněna nejen Bulhary na Balkáně, ale také Araby na východní hranici. Vojensky úspěšná byla prakticky jenom na Peloponnésu. V roce 805 dosáhl Nikeforos I. svého jediného, avšak velmi významného vojenského vítězství v bitvě proti povstalým peloponnéským Slovanům u pevnosti Patrasu. Řecko se definitivně vrátilo pod vládu Byzance a bylo začleněno do správního systému říše. Slované, kteří zde byli usídleni, se z velké části postupně pořečtili.

## Smrt v soutěsce
Největším zahraničně politickým problémem v době Nikeforovy vlády byla bulharská říše, která tehdy dosáhla velkého rozmachu za vlády jednoho ze svých nejvýznamnějších panovníků, chána Kruma. Krum se podílel jako spojenec Karla Velikého na vyvrácení říše Avarů a posunul hranice svého státu až k Tise, Karpatům a Dněstru. Na Balkáně se mu podrobily slovanské kmeny v dolním Pomoraví a získal starobylé město Singidunum (od 9. století Bělehrad). Z obavy před dalším posílením moci Bulharů se Nikeforovým hlavním cílem stalo zničení jejich říše. Podnikl proti nim dvě tažení, ale ani jedno z nich nebylo nakonec úspěšné. K ukončení první výpravy v roce 807 ho přiměly nepokoje v armádě. Odvetou dobyl Krum významnou pevnost Serdiku (dnes Sofie), a vážně tak ohrozil nedávno zrestaurované byzantské panství v Makedonii. Během druhé, mnohem mohutnější výpravy se Nikeforovi podařilo vyplenit bulharské hlavní město Plisku. Krum žádal o mír, ale byl odmítnut. Výprava skončila pro vítěze katastrofou. Při návratu padlo byzantské vojsko poblíž Plisky v horské soutěsce do léčky a bylo z větší části pobito. Smrt zde našel také císař, z jehož lebky si prý Krum nechal vyrobit zlatem okovanou číši. Na byzantský trůn nastoupil těžce zraněný Nikeforův syn Staurakios.